# 藤县
藤县（邮政式拼音：Tengyün）是中国广西壮族自治区梧州市所辖的一个县。总面积为3943平方公里，縣政府駐藤州鎮登俊路57號。

## 历史
据《岭外代答》第八卷记载，“藤州州治之外尝有古藤甚大，故以名州”，县因州名。
2022年3月21日14时23分，东方航空MU5735班机从昆明长水国际机场飞往广州白云国际机场时在藤县突然失联并坠毁，机上132人全部遇难。

## 人口
2021年，藤縣户籍總人口112.53萬人。常住人口79.67萬人，比上年增加0.01萬人，其中城鎮人口38.44萬人，佔常住人口比重（常住人口城鎮化率）為48.25%，比上年提高0.37個百分點。出生人口1.05萬人，出生率為9.4‰；死亡率為4.9‰；自然增長率為4.5‰。

## 行政区划
藤县下辖15个镇、2个乡：
藤州镇、塘步镇、埌南镇、同心镇、金鸡镇、新庆镇、象棋镇、岭景镇、天平镇、濛江镇、和平镇、太平镇、古龙镇、东荣镇、大黎镇、平福乡和宁康乡。

## 交通
- 梧柳高速、 梧硕高速、 241国道、 321国道、 358国道过境。
- 南广铁路：藤县站
- 梧州西江机场

## 风景名胜
- 中和窑址

## 知名人物
- 劉克宣：香港藝人
- 袁崇煥：在藤縣成長
- 陳玉成 ：太平天國英王